# Jaskinia Jawornicka
Jaskinia Jawornicka – jaskinia w polskich Bieszczadach. Wejście do niej znajdowało się na północnym zboczu Jawornika, niedaleko przełęczy Prislip, na wysokości 840 m n.p.m. Długość jaskini wynosi 11 metrów, a jej deniwelacja 3 metry.

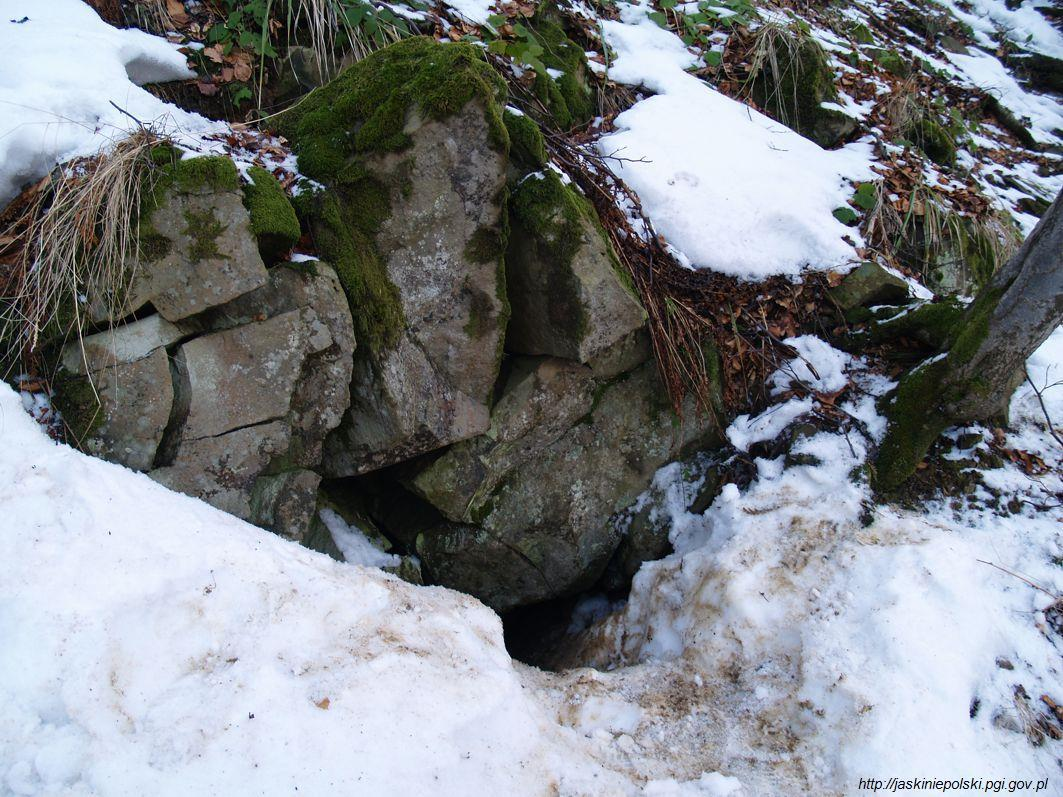
Otwór jaskini

## Opis jaskini
Jaskinię stanowi idący lekko do góry, prosty korytarzyk zaczynający się w małym otworze wejściowym, a kończący niewielką salą.

## Przyroda
Flory i fauny jaskini nie badano.

## Historia odkryć
Brak jest danych o odkrywcach jaskini. Jej opis i plan sporządzili T. Mleczek, W. Wojtaszek i B. Szatkowski w marcu 2007 roku. W październiku 2013 roku stwierdzono zawalenie się wejścia do jaskini.